# Водокужская
Водокужская — нежилая деревня в Шенкурском районе Архангельской области. Входит в состав муниципального образования «Шеговарское».

## География
Деревня расположена в южной части Архангельской области, в таёжной зоне, в пределах северной части Русской равнины, в 30 километрах на север от города Шенкурска, на левом берегу реки Ледь, притока Вага. На расстоянии 0,9 километра от деревни проходит автомобильная дорога федерального значения М8 «Холмогоры». Ближайшие населённые пункты: на севере деревни Павликовская.
Часовой пояс
Водокужская, как и вся Архангельская область, находится в часовой зоне МСК (московское время). Смещение применяемого времени относительно UTC составляет +3:00.

## Население
| 2002 | 2010 | 2012 |
| ---- | ---- | ---- |
| 5    | ↘3   | ↘0   |

## История
Указана в «Списке населённых мест по сведениям 1859 года» в составе 2-го стана Шенкурского уезда Архангельской губернии под номером «2383» как «Водокужская(Водокужское,Водогушка)». Насчитывала 7 дворов, 25 жителей мужского пола и 28 женского.
В 1876 году в деревне была построена часовня в честь мучеников Флора и Лавра, приписанная к Ледскому приходу.
В «Списке населенных мест Архангельской губернии к 1905 году» деревня Водокужское насчитывает 9 дворов, 41 мужчину и 32 женщины. В административном отношении деревня входила в состав Предтеченского сельского общества Предтеченской волости.
На 1 мая 1922 года в поселении 18 дворов, 38 мужчин и 55 женщин.